# Júlio Rocha Xavier
Júlio Rocha Xavier (Ponta Grossa, 09 de abril de 1911 – 13 de dezembro de 1994) foi um advogado, administrador público, político e escritor brasileiro.
Filho de Alberto Rodrigues Xavier e Leonor Rocha Xavier, Júlio Rocha Xavier graduou-se em Direito na Universidade Federal do Paraná em 1938, sendo eleito orador da turma. Com os amigos Manoel de Oliveira Franco Sobrinho, Tibor Heller e Pedro Firman Neto, fundaram o periódico quinzenal "A Tribuna", destinado a defender os interesses da classe estudantil do Paraná.  
Grande defensor da Academia Paranaense de Letras, escreveu artigos insertos em jornais e publicou os seguintes trabalhos: "Fé e Energia", "Roteiro dos moços", e "Novos Rumos", coletânea de ensaios políticos e sociais.
Foi  secretário da Delegacia Regional do Ministério do Trabalho, Indústria e Comércio. Mais tarde, Prefeito de Carlópolis de 1 de setembro de 1942  a 22 de dezembro de 1944. 
Com a redemocratização, participou da fundação do Partido Trabalhista Brasileiro (1945) no Paraná, "oficialmente fundado no domingo do dia 8 de julho de 1945, no qual a UTP — que se transformaria no PTB — preparou uma grande convenção estadual, realizada na Sociedade Duque de Caxias, em Curitiba."
Em 1947 foi eleito Deputado Estadual  pelo PTB, na primeira legislatura da Assembleia Estadual Paranaense (Lista de deputados estaduais do Paraná da 1.ª legislatura) e foi nomeado à Comissão que promulgou a Constituição Estadual do Paraná de 1947. 
Em 1950 assumiu a presidência da Campanha "O petróleo é nosso" e a vice-presidência da "Liga da Defesa das Liberdades Democráticas". Um dos deputados estaduais mais votados pelo PTB, este decidiu lançá-lo como seu candidato ao governo do Estado. Porém, sem o apoio do Diretório Nacional do partido que presidia no Estado, foi reeleito deputado estadual e, em 1951, Presidente da Assembleia Legislativa do Paraná, período em que teve intenso contato com o então Presidente Getúlio Vargas.  Neste período também foi Presidente de honra do Congresso da Federação de Mulheres do Paraná e assinou nota da Convenção da Comissão Estadual para o Congresso contra a Bomba Atômica.   
Na Legislatura de 1955-1958 foi nomeado Presidente da Comissão de Constituição e Justiça da Assembleia Legislativa do Paraná, assim como assumiu a Presidência do Diretório Municipal do PTB. Exerceu o mandato de deputado estadual até seu retorno às funções de Promotor, na cidade de Tomazina.

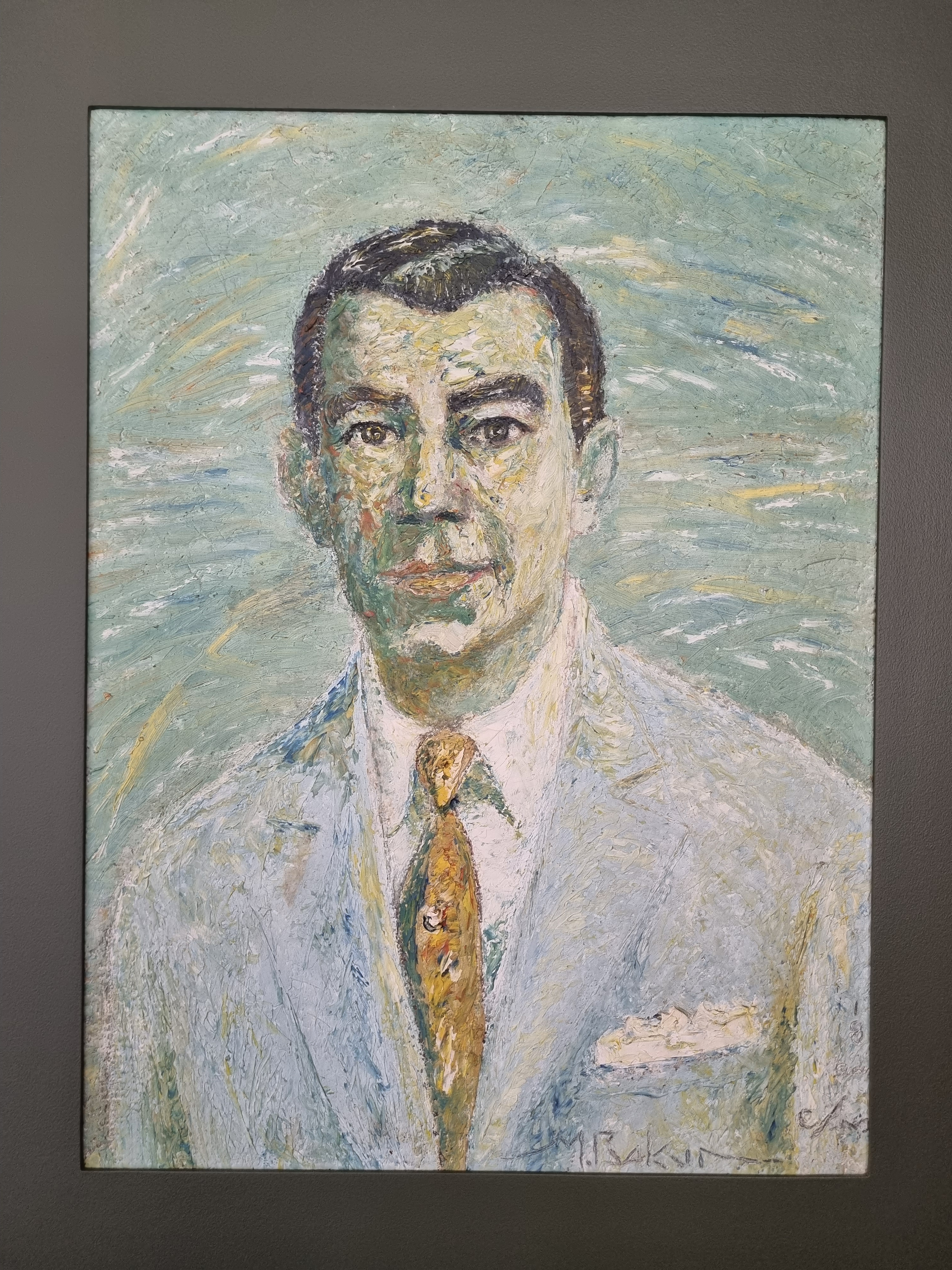
Júlio Rocha Xavier por Miguel Bakun.

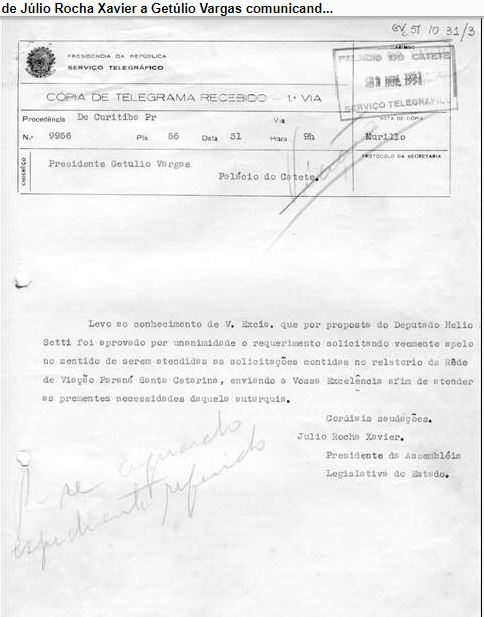
Telegrama enviado por Julio Rocha Xavier ao Presidente Getúlio Vargas

Nas Eleições municipais em Curitiba em 1985, foi candidato a vice-prefeito de Curitiba na chapa de Bento Chimelli, também pelo PTB, logrando 6ª colocação com 10.489 votos (2,10%). Nessas eleições foram eleitos o prefeito Roberto Requião e o vice-prefeito Adhail Passos.